# اعتلال الأعصاب المتعدد
اعتلال الاعصاب المتعددة أو اعتلال الأعصاب المتناظر (بالإنجليزية: Polyneuropathy) هو ضرر أو مرض يصيب الأعصاب الطرفية تقريبا في نفس المناطق على جانبي الجسم، ويضم الضعف، وخدر، وخزإبر، والألم. وهي تبدأ عادة في اليدين والقدمين، ويمكن التقدم إلى الذراعين والساقين. وأحيانا إلى أجزاء أخرى من الجسم حيث أنها قد تؤثر على الجهاز العصبي اللاإرادي. قد تكون حادة أو مزمنة (الناشئة والنامية تدريجيا). وهناك عدد من اضطرابات مختلفة قد يسبب اعتلال الأعصاب، بما في ذلك مرض السكري وبعض أنواع متلازمة غيلان باريه.
اعتلال الأعصاب الحسية هي حالة وجود اعتلال الأعصاب الحسية المتعددة، في حين يشير اعتلال الأعصاب الحركية إلى اعتلال الأعصاب الحركية متعددة. اعتلال الأعصاب الحسية أو اعتلال الأعصاب الحسية والحركية هو مزيج من كل من الظروف.

## أسبابه
قد يكون اعتلال الأعصاب الحاد أسباب مختلفة، بما في ذلك التهابات، ردود فعل المناعة الذاتية، والسموم، وبعض الأدوية (وخاصة العلاج الكيميائي)، والسرطان. عندما لا يمكن تحديد السبب يطلق عليه«مجهول السبب».
اعتلال الأعصاب المزمن غالبا ما يسببها مرض السكري أو عن طريق استهلاك الكحول المفرط (اعتلال الأعصاب الكحولي)، أو عن طريق تنكس النسيج الضام حماية الأعصاب كما هو الحال في أمراض النسيج الضام، ولكن مجموعة متنوعة من الأسباب الأخرى الأقل شيوعا معروفة، بما في ذلك التغذية أوجه القصور، وفشل الكبد أو الكلى.

## التصنيف
يمكن تصنيف اعتلال الأعصاب المتعدد بطرق مختلفة، حسب السبب أو التظاهرات أو نوع اعتلال الأعصاب، أي وفقًا للجزء المتضرر بشكل رئيسي من الخلية العصبية: المحور العصبي «المحوار» أوالمَيَالين «النخاعين» أو جسم الخلية.
- أولًا: اعتلال المحوار القاصي: هو ناتج عن تخرّب وظيفة الأعصاب الطرفية.[6] وهو الاستجابة الأكثر شيوعًا للخلايا العصبية للاضطرابات الأيضية أو السمية، إذ يمكن أن يحدث بسبب الأمراض الأيضية مثل الداء السكري أو القصور الكلوي أو أمراض النسج الضامة أو المتلازمات العَوَزية مثل سوء التغذية وإدمان الكحول، أو نتيجة تأثيرات السموم والأدوية مثل العلاج الكيميائي. يمكن أن يُقسّم وفقًا لنوع المحوار العصبي المتأثر (ألياف كبيرة، ألياف صغيرة، أو كليهما)، تتنكس عادةً الأجزاء البعيدة من المحاور أولًا، ويتطور الضمور المحواري ببطء باتجاه جسم الخلية العصبية، لكن في حال زوال السبب، يكون التجدد ممكنًا، رغم أن التشخيص يعتمد على مدة العامل المنبه وشدته. يعاني الأشخاص الذين يُصابون باعتلال المحوار القاصي عادةً من اضطرابات حسية مثل التصلب الجانبي الضموري.
- اعتلال المَيالين (النخاعين): يحدث بسبب خسارة مادة المَيالين أو خلايا شوان.  تبطئ إزالة المَيالين هذه أو تمنع تمامًا توصيل كامن الفعل عبر محوار الخلية العصبية (شلل مؤقت للعصب). السبب الأكثر شيوعًا هو اعتلال الأعصاب المتعدد المزيل للمَيالين الالتهابي الحاد (إيه آي دي بّي)، وهو الشكل الأكثر شيوعًا لمتلازمة غيلان باريه (بالرغم من وجود أسباب أخرى تتضمن اعتلال الأعصاب المزيل للمَيالين الالتهابي المزمن).[7]
- اعتلال الخلية العصبية «العصبون»: يحدث نتيجة مشكلات تصيب الخلايا العصبية في الجهاز العصبي المحيطي (بّي إن إس). يمكن أن تكون ناجمة عن أمراض الخلايا العصبية المحركة أو اعتلال الخلايا العصبية الحسية أو السموم أو خلل الوظائف المستقلة أو الذاتية (اضطراب وظيفة الجهاز العصبي الذاتي). قد تُسبب السموم العصبية مثل المواد المستخدمة في العلاج الكيميائي اعتلالات الخلايا العصبية.[8]

## العلامات والأعراض
من بين علامات وأعراض اعتلال الأعصاب المتعدد التي يمكن تقسيمها إلى (حسية ووراثية) ما يلي:
- أولًا: اعتلال الأعصاب الحسي: الرنح والنَمَل وضمور العضلات والمذل (الخدران).
- ثانيًا: اعتلال الأعصاب الوراثي: الجنف (انحراف العمود الفقري جانبيًا) وأصابع القدم المطرقية.

## التشخيص
يبدأ تشخيص اعتلال الأعصاب المتعدد بأخذ القصة المرضية والتاريخ المرضي من المريض ثم إجراء الفحص الجسمي له (مثل فحص الذراعين والساقين وتحديد مكان الألم، هل هو قاص «بعيد» أم دان «قريب»)، وذلك للتأكد من نمط العملية المرضية إن كانت متأرجحة أو مترددة، وأي الأجزاء التي حدث فيها العجز والألم؟. إن كان الألم موجودًا، فمن المهم تحديد مكانه والمدة التي استمر بها، يحتاج الطبيب أن يعرف أيضًا ما هي الاضطرابات الموجودة في العائلة، وما هي الأمراض التي قد توجد عند المريض. ورغم الأمراض يمكن أن يعرفها الطبيب فقط من خلال إجراء الفحص الجسمي للمريض وأخذ القصة المرضية منه، هناك عدة اختبارات وفحوصات يمكن تطبيقها، وتشمل: اختبارات التشخيص الكهربائية، إجراء الرحلان الكهربائي لبروتينات مصل الدم، دراسات التوصيل العصبي، تحليل البول، فحص إنزيم الكرياتين كيناز في مصل الدم (سي كيه)، والكشف عن وجود الأجسام المضادة، ويمكن أخذ خزعة من العصب في بعض الأحيان.
يمكن استخدام اختبارات أُخرى، خاصةً الاختبارات التي تهدف إلى الكشف عن اضطرابات محددة مرتبطة بحدوث اعتلال الأعصاب المتعدد، ولقد طُوّرت أيضًا معايير نوعية تُساعد في تشخيص المرضى المصابين باعتلال الأعصاب المتعدد المتناظر القاصي (دي إس بّي).

### التشخيص التفريقي
يدخل ضمن التشخيص التفريقي لاعتلال الأعصاب المتعدد ما يلي:
- نقص الفيتامينات.
- الداء السكري.
- السموم.
- متلازمة غيلان باريه.
- داء لايم.
- التهاب الكبد سي.
- الداء النشواني.
- ضخامة الأطراف.
- القصور الكلوي.
- رنح فريدريخ.

## العلاج
يجب على الطبيب عند علاج اعتلال الأعصاب المتعدد أن يتأكد من السبب ثم يعالجه. من ضمن الخيارات العلاجية ما يلي: إنقاص الوزن، استخدام الأجهزة التي تساعد على المشي، طلب مساعدة اختصاصي العلاج الوظيفي المهني (المُعالِج المهني). بالإضافة إلى ذلك، يُعد التحكم بضغط الدم عند مرضى السكري أمرًا مفيدًا، ويُستخدم الغلوبولين المناعي الوريدي عند مرضى اعتلال الأعصاب المحركة متعدد البؤر.
يُعد الميثيل بريدنيزولون علاجًا فعالًا عند مرضى اعتلال الأعصاب المتعدد الالتهابي المزمن المزيل للمَيالين (الذي يمكن معالجته أيضًا بالغلوبولينات المناعية الوريدية). يشير الباحثون أيضًا إلى أن استخدام دواء البريدينزون في العلاج قد ينتج عنه تأثيرات ضارة كبيرة، وذلك على عكس الميثيل بريدنيزولون، الذي لا يُسبب مثل هذه التأثيرات عند إعطائه بجرعات عالية وخلال فترات متقطعة.
يكون العلاج الداعم والوقائي مهمًا عند الأفراد المصابين باعتلال الأعصاب المتعدد الشديد، وكذلك يجب تجنب استخدام الكورتيكوستيرويد (الستيرويدات القشرية) أو الحد منها قدر الإمكان.

## روابط خارجية
- Wash U. Neuro website, very complete
- Discussion of diabetic polyneuropathy with Spanish translation